# Francesco Maria Piave
Francesco Maria Piave (Murano, 18 de maio de 1810 – Milão, 5 de março de 1876) foi poeta e libretista de ópera. Tornou-se conhecido por ser amigo próximo de Giuseppe Verdi, tendo escrito os libretos de várias de suas óperas.

## Biografia
Assim como Verdi, Piave foi um ardoroso nacionalista italiano. Durante as Cinco Jornadas, em 1848, Verdi escreveu a Piave por ocasião da saída da cidade das tropas austríacas comandadas por Radetzky, e nesta carta dirige-se a ele como "Cidadão Piave".
Piave foi autor dos libretos das óperas Ernani, I Due Foscari, Attila, Macbeth, Il Corsaro, Stiffelio, Rigoletto, La Traviata, Simon Boccanegra, Aroldo e La Forza del Destino. Começou a elaborar também o libreto da ópera Aida, mas não o completou.
Outros compositores como Giovanni Pacini, Saverio Mercadante, Federico Ricci e Michael Balfe também tiveram óperas com libretos escritos por Piave.